# Ceraspis insularis
Ceraspis insularis är en skalbaggsart som beskrevs av Gilbert John Arrow 1903. Ceraspis insularis ingår i släktet Ceraspis och familjen Melolonthidae. Inga underarter finns listade i Catalogue of Life.